# Laseno
Laseno este o localitate din comuna Kamnik, Slovenia, cu o populație de 5 locuitori.